# 오조산로
오조산로(Ojosan-ro)는 인천광역시 계양구 작전동에서 용종동까지 이르는 인천광역시도로, 총 연장은 1.375 km이다. 경유지 상에서 계산동, 용종동 구간은 계산4동 관할에 해당한다.

## 유래
이름이 유래된 것은 부평도호부 시절에 풍수지리적으로 5개의 조산(造山)을 만들어 좋은 기운이 감돌 수 있도록 하였으며, 이를 오조산이라 불리운 것에서 부여되었다.

## 역사
- 2009년 10월 9일 : 도로명으로 오조산로를 고시

## 주요 경유지
- 계양구
  - 작전1동 - 계산동 - 용종동

## 교차하는 도로
- 봉오대로
- 도두리로
- 계산새로
- 오조산공원로
- 계양문화로
- 경명대로

## 주요 건물 및 시설
- 거승프라자 (오조산로 1/작전동 911-7)
- 한미리빌딩 (오조산로 3/작전동 911-6)
- 도두리공원 공중화장실 (오조산로 8/작전동 912-2)
- 보람메디컬센터 (오조산로 11/작전동 910-5)
- 신한빌딩 (오조산로 19/작전동 910-1)
- 대우마이빌 (오조산로 41/계산동 1083-2)
- 인천계양경찰서 계산지구대 (오조산로 43/계산동 1083-1)
- 한아름병원 (오조산로 51/계산동 1080-3)
- 연세차메디칼센터 (오조산로 53/계산동 1080-2)
- 평안교회 (오조산로 55/계산동 1080-1)
- 프리드빌딩 (오조산로 83/용종동 211-3)
- 경동빌딩 (오조산로 85/용종동 211-1)
- 새롬2차프라자 (오조산로 91/용종동 212-4)
- 온누리교회 (오조산로 95/용종동 212-1)